# Henri Konow
Henri Konow (født 7. februar 1862 i København, død 18. januar 1939 smst) var en dansk søofficer, forsvarsminister, udenrigsminister og den sidste generalguvernør i Dansk Vestindien.

## Biografi
Konow startede sin karriere i 1879 som kadet i den danske marine og blev forfremmet til sekondløjtnant efter fire år. Inden 1. verdenskrig opnåede Konow graden kommandørkaptajn og blev chef for den danske krydser Valkyrien. 3. oktober 1916 blev han konstitueret generalguvernør over Dansk Vestindien med ansvar for at overlevere kolonien til USA den 31. marts 1917.
Konow var forsvars- og udenrigsminister i Regeringen Otto Liebe, som regerede under Påskekrisen (30. marts 1920 – 5. april 1920).
I 1923 blev Konow forfremmet til viceadmiral. Han gik af med pension 7. februar 1927.
Giftede sig med Jacobine Cathrine Margrethe Worsaae i Holmens Kirke den 21. oktober 1892. Sammen fik de døtrene Ida Marie Ingeborg Raben-Levetzau, Thyra Lili Konow og Caroline Lili Alvilda Nini Worsaee.

## Ordener, dekorationer og udmærkelser
- 28. oktober 1895 – Ridder af Dannebrogsordenen
- 3. juni 1911 – Dannebrogsmændenes Hæderstegn
- 24. januar 1917 – Kommandør af anden grad af Dannebrogsordenen
- 29. januar 1922 – Kommandør af første grad af Dannebrogsordenen
- 2. april 1925 – Storkors af Dannebrogsordenen